# Sheikh Jamal Dhanmondi Club
Sheikh Jamal Dhanmondi Club is een Bengalees voetbalclub. De club is opgericht in 2010. De club speelt anno 2020 in Bangladesh Premier League.

## Lijst met trainers
| Trainer                   | Van               | Tot              |
| ------------------------- | ----------------- | ---------------- |
| Zoran Kraljevic           | 17 September 2010 | 28 December 2010 |
| Pakir Ali                 | 18 januari 2011   | 2011             |
| Saiful Bari Titu          | 15 augustus 2011  | februari 2012    |
| Mohammad Abu Yousuf       | 17 februari 2012  | 2012             |
| Omar Sisse*               | 25 mei 2013       | juni 2013        |
| Joseph Afusi              | 2012              | 28 mei 2014      |
| Maruful Haque             | 14 juni 2014      | 27 mei 2015      |
| Joseph Afusi              | 20 juni 2015      | ?                |
| Shafiqul Islam Manik      | 19 februari       | 19 juli 2016     |
| Stefan Hansson            | 19 september 2016 | 2016             |
| Joshimuddin Joshi         | 2016              | 2016             |
| Joseph Afusi              | 12 april 2017     | 14 november 2017 |
| Mahabub Hossain Roksy     | 15 november 2017  | 8 februari 2018  |
| Joseph Afusi              | 7 mei 2018        | 18 april 2019    |
| Shafiqul Islam Manik      | 2 mei 2019        | 9 augustus 2019  |
| Mosharraf Hossain Badal   | 9 augustus 2021   | 27 augustus 2021 |
| Juan Manuel Martínez Sáez | november 2021     | 9 april 2022     |
| Joseph Afusi              | 10 april 2022     | 10 oktober 2022  |
| Maruful Haque             | 14 oktober 2022   | Heden            |

- = Interim Trainer

## Bekende (ex-)Spelers
- Mamunul Islam

## Erelijst
- Bangladesh Premier League : 2010-2011, 2013-2014, 2014-2015 (3x)
- Bangladesh Federation Cup : 2011-2012, 2013-2014, 2014-2015 (3x)
- Budha Subba Gold Cup (Nepal) : 2002 (1x)
- Pokhara Cup (Nepal) : 2002 (1x)
- King's Cup (Bhutan) : 2014 (1x)